# 舒别尔斯科耶农村居民点
舒别尔斯科耶农村居民点（俄语：Шуберское сельское поселение）是俄罗斯联邦沃罗涅日州新乌斯曼区所属的一个农村居民点。其下辖有个居民点，行政中心为舒别尔斯科耶。据2016年统计，该农村居民点的人口为2382人。